# نيكولاس ألباراسين
نيكولاس ألباراسين (بالإسبانية: Nicolás Albarracín) هو لاعب كرة قدم أوروغواياني في مركز نصف الجناح، ولد في 11 يونيو 1993 في مونتيفيديو في الأوروغواي. شارك مع منتخب الأوروغواي تحت 20 سنة لكرة القدم ومنتخب الأوروغواي تحت 23 سنة لكرة القدم. أما مع النوادي، فقد لعب مع بنيارول وديبورتيفو كالي ومونتيفيديو واندررز ونادي سبيزيا.

## وصلات خارجية
- نيكولاس ألباراسين على موقع قاعدة بيانات كرة القدم.إي يو (الإنجليزية)
- نيكولاس ألباراسين على موقع Soccerway.com (الإنجليزية)
- نيكولاس ألباراسين على موقع AS.com (الإسبانية)